# جی۱۱۷-بی۱۵ای
جی۱۱۷-بی۱۵ای یک ستاره است که در صورت فلکی شیر کوچک قرار دارد.